# Политическая борьба вокруг русского языка на Украине
Политическая борьба вокруг русского языка на Украине (укр. Політична боротьба довкола російської мови в Україні) — действия различных общественных и политических сил Украины, связанные со статусом и функционированием русского языка на Украине.
Проблема статуса русского языка неоднократно использовалась как один из инструментов в политической борьбе — в частности, особенно велика её роль была в президентских кампаниях 1994 и 2004 годов. Отмечалась также значительная корреляция между языком общения избирателей и их электоральным поведением.

## Предыстория

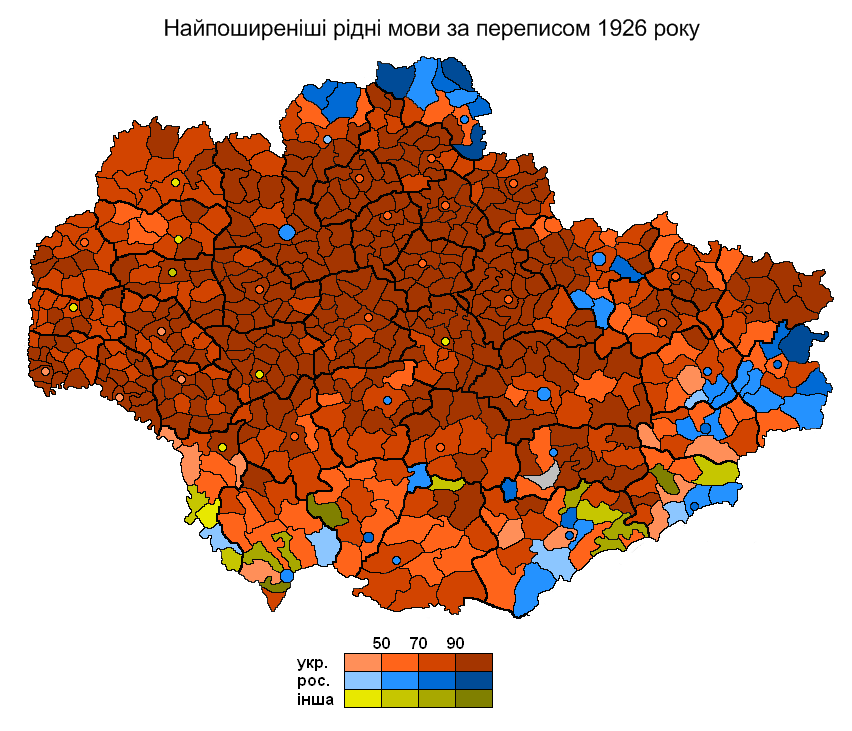
Самый распространённый родной язык в районах Украинской ССР по данным переписи 1926 года

Руководство СССР, действуя из соображений максимально возможной интеграции, в стремлении создать советского человека, всемерно поддерживало освоение русского языка как языка межнационального общения (в том числе и для стран социалистического лагеря). Хотя Конституция СССР не содержала понятия «государственный язык», владение русским было необходимо для успешной карьеры, и потому доля граждан, владеющих русским языком и считающих этот язык родным, росла.
В 1954 году в состав Украинской ССР была передана Крымская область, в населении которой после депортации крымских татар преобладали русскоязычные.
Переписи 1959, 1970, 1979 и 1989 годов фиксировали вызванное проводимой в то время русификацией постоянное сокращение доли лиц, называющих родным украинский язык, и, параллельно, постоянный рост доли лиц, называющих таковым русский. Доля указавших украинский язык родным в населении между 1959 и 1989 гг. сократилась с 73,0 % до 64,7 %. Особенно заметным было сокращение доли считающих украинский язык родным на юге и востоке Украинской ССР: в Луганской области — на 15,6 % (с 50,5 % до 34,9 %), в Донецкой области — на 13,8 % (с 44,4 % до 30,6 %), в Запорожской области — на 11,7 % (с 61,0 % до 49,3 %), в Харьковской области — на 10,7 % (с 61,2 % до 50,5 %), в Днепропетровской области — на 10,6 % (с 72,1 % до 61,5 %), в Николаевской области — на 9,2 % (с 73,4 % до 64,2 %), в Херсонской области — на 8,0 % (с 75,7 % до 67,7 %).

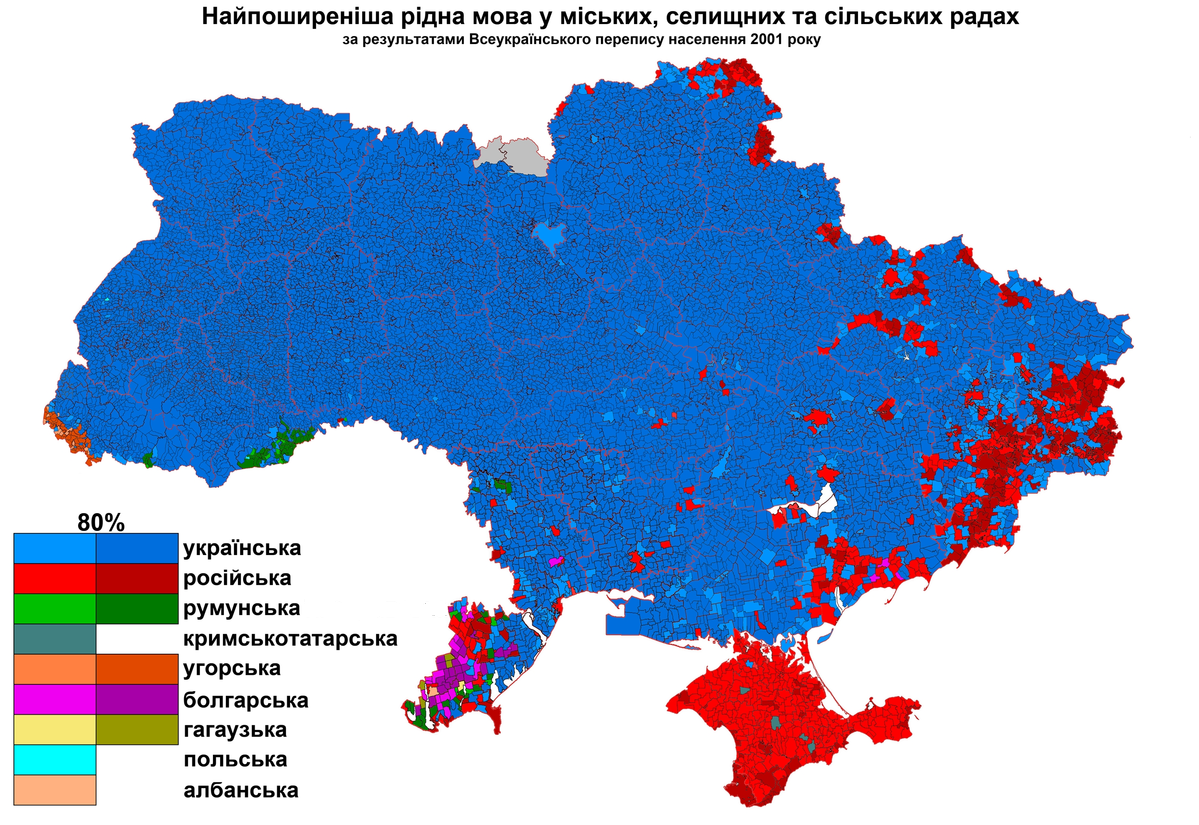
Самый распространённый родной язык по городским, посёлковым и сельским советам по данным переписи 2001 года.

К 1991 году восточные, южные и в меньшей степени центральные области Украины были в основном двуязычными — в них широкая употребляемость русского в больших индустриальных городах контрастировала с преобладанием украинского в сельской местности. По данным последней всеукраинской переписи населения 2001 года, 85,2 % всего населения Украины назвали родным язык своей национальности (в 1979 — 88,5 %). Большинство населения страны — 32,6 млн чел. — по данным переписи назвало родным языком украинский язык (67,5 %), а 14,3 млн чел. — русский язык (29,6 %) и 1,2 млн чел. — другой язык (2,4 %).

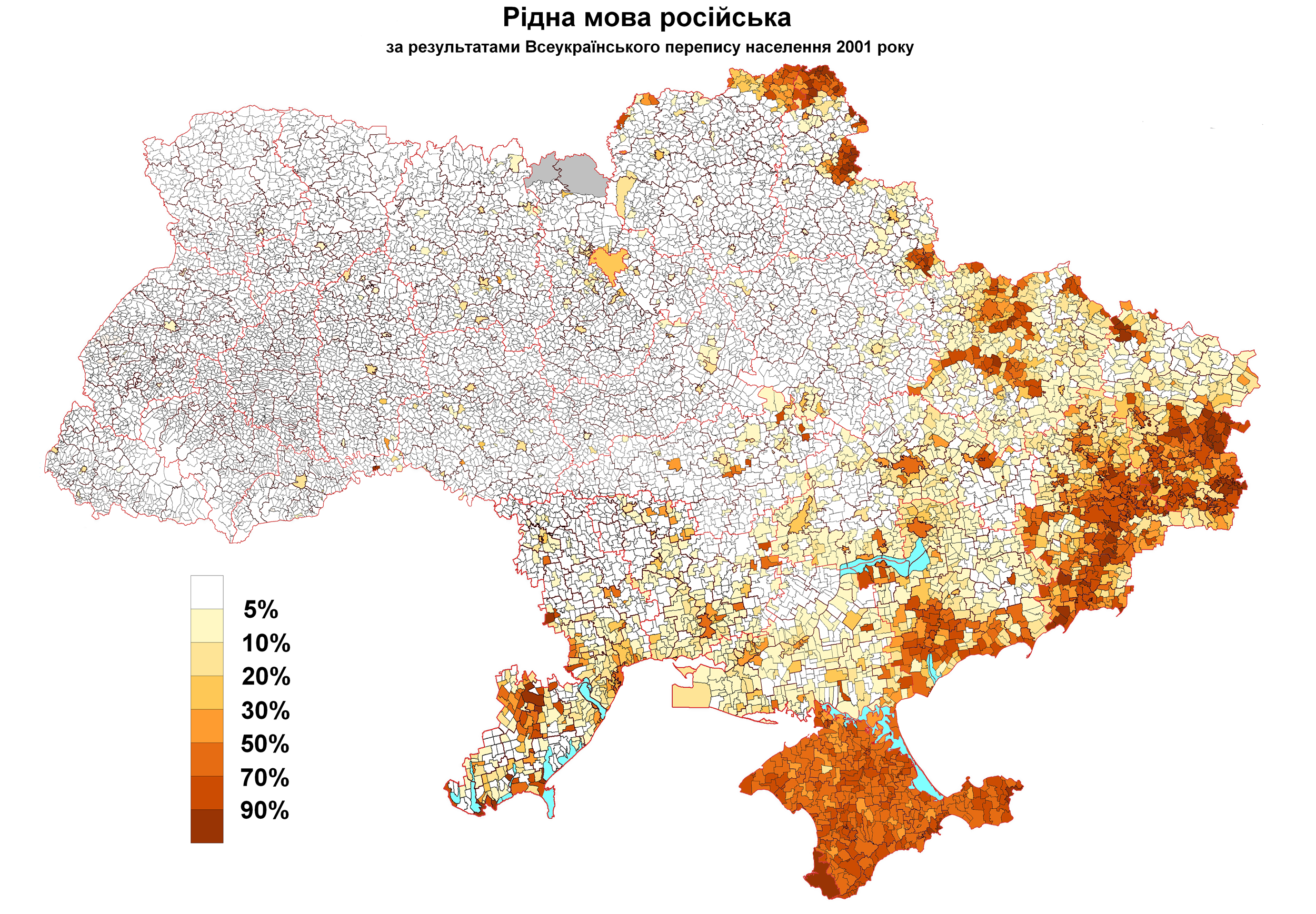
Доля жителей городских, посёлковых и сельских советов, назвавших русский родным языком по переписи 2001 года.

Русский язык назвали родным 29,6 % жителей Украины (в 1959 — 24,3 %). Согласно переписи, сплошные ареалы русского языка в сельской местности существовали в Крыму, Донецкой, Луганской, Харьковской и Сумской (в нескольких разных по размеру приграничных с Россией зонах) областях, а также на юге Одесской и Запорожской областей. Островные русские говоры имелись в нескольких сельсоветах Херсонской, Николаевской и Кировоградской областей, а также в одном сельсовете Черновицкой области. Русский язык также преобладал в пятнадцати посёлковых и сельских советах на крайнем севере Черниговской области.

## Избирательные кампании

### Избирательные кампании1991 и 1994 годов
1 декабря 1991 года подавляющее большинство русскоязычных жителей Украины (в том числе более половины принявших участие избирателей Крыма) проголосовало на референдуме за независимость Украины и поддержало кандидатуру Леонида Кравчука на пост президента страны. В тот период Кравчук подчёркивал свою приверженность идее Украины как государства всего её многонационального народа, но уже к выборам 1994 года стал рассматриваться как «сторонник националистического государства».
27 марта 1994 года в Донецкой и Луганской областях прошли местные совещательные референдумы, на которых около 90 % проголосовали за узаконивание двуязычия на областном и государственном уровнях.

### Выборы 1998 года
На парламентских выборах 1998 года тема статуса русского языка вновь использовалась в политической борьбе. Если в начале 1997 года только «Коммунистическая партия Украины» и «Прогрессивная социалистическая партия Украины» требовали повысить статус русского языка, то в конце года это требование поместили в свои программы ещё 6 партий и блоков: СЛОн, Союз, ПДЭС, ПЗО, ПРВУ и «Трудовая Украина». Однако это не означало, что в случае успеха данные партии или избирательные блоки стали бы действительно добиваться заявленных целей. В частности, одним из лидеров списка «Трудовой Украины» был киевский градоначальник Александр Омельченко, при котором количество средних школ с русским языком обучения в столице сократилось до семи.
В результате выборов 1998 года в Верховной Раде было создано ситуативное межфракционное объединение «За равноправие языков в Украине», в которое вошли более 200 народных депутатов.

### Выборы 2004 года

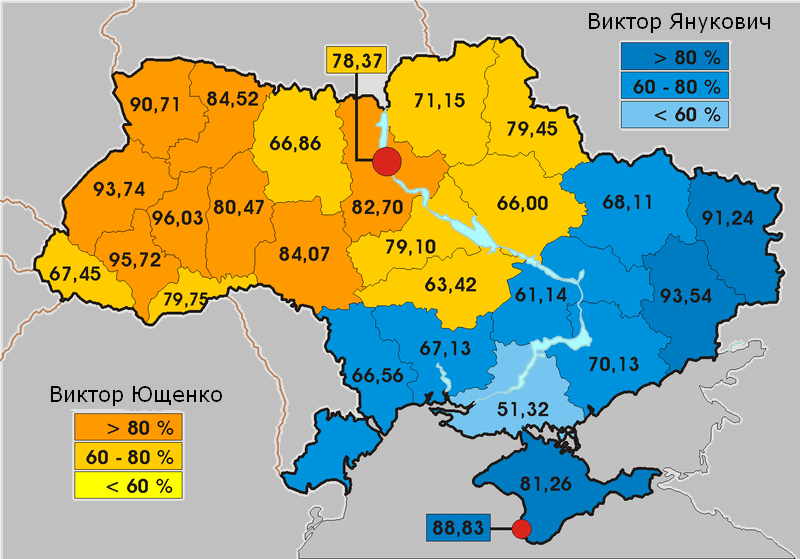
На президентских выборах 2004 года в преимущественно русскоязычных на тот момент регионах победил Виктор Янукович

18 октября 2004 года стало известно, что кандидат в президенты Виктор Ющенко в случае победы якобы намерен издать указ «О защите прав граждан на использование русского языка и языков других национальностей Украины», которым обяжет чиновников общаться с гражданами на родном для них языке. Согласно этому указу, государственные служащие должны были бы свободно владеть русским языком и проходить аттестацию на знание как государственного (украинского), так и языков национальностей, которые компактно проживают на той территории, где работает конкретный чиновник. Указ должен был выйти в свет ещё в феврале 2005 года, однако этого так и не произошло, а уже в апреле 2005 года Ющенко вообще заявил, что никогда подобного проекта указа не подписывал.
В ноябре 2004 года в Северодонецке прошёл съезд депутатов всех уровней, на котором прозвучало предложение о создании Юго-Восточной Украинской Автономной Республики, где русский имел бы статус официального.

### Выборы 2006 года

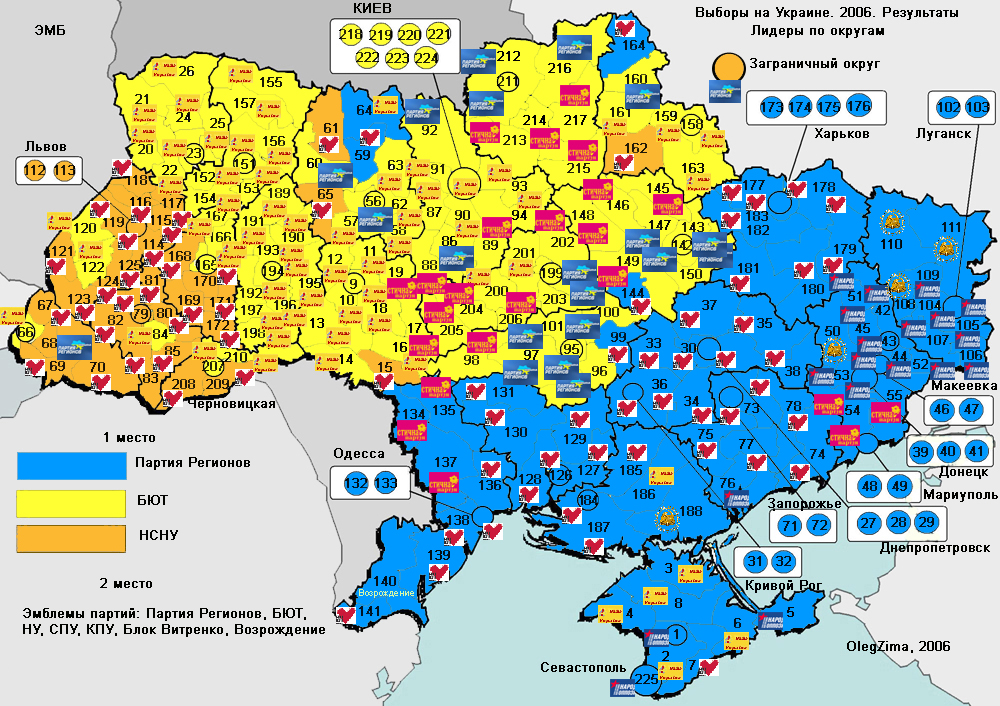
На парламентских выборах 2006 года в преимущественно русскоязычных на тот момент областях победила «Партия регионов»

За придание русскому языку статуса государственного выступали партии, добившиеся наибольшего успеха на парламентских выборах 2006 года в восточных и южных регионах Украины: центристская «Партия регионов» и партии левой ориентации — Коммунистическая и Прогрессивно-социалистическая.
Против повышения статуса русского языка выступали политические силы, победившие в западных и центральных регионах, прежде всего силы национально-демократического спектра, в том числе крупнейшие из них — «Блок Юлии Тимошенко» и «Наша Украина», а также левоцентристская «Социалистическая партия Украины».
31 декабря 2006 года во время своего новогоднего обращения президент Виктор Ющенко заявил, что всем «необходимо осознать, что Украина — это государство с одним языком». 9 февраля 2007 года премьер-министр Виктор Янукович на это ответил другим заявлением: «Будем вводить региональный статус русского языка, в дальнейшем подумаем и над приданием ему статуса государственного. Эта цель прописана в основных задачах Кабмина… В Швейцарии три государственных языка, и никто не воюет, всех это устраивает. А у нас русский язык стал фактором раскола. Да это всё искусственная, надуманная проблема». 23 марта 2007 года Янукович связал решение языковой проблемы с созданием новой парламентской коалиции с конституционным большинством в 300 голосов: «когда будет создана коалиция в 300 голосов, будут рассматриваться любые вопросы, в том числе и языковые».

По данным Языкового баланса за 2008—2009 годы, построенного на статистических данных о применении языков в различных сферах, годовой тираж всех украинских журналов являлся русскоязычным на 83 %, газет — на 67 %. Лишь 29 % годового тиража газет выходило на украинском языке, а журналов — вообще 13 %
— Советник Тимошенко: Русский язык уже стал первым государственным
Как указывала исследовательница Оксана Михеева, «сегодня на Украине не предложено приемлемого для всех решения языковой проблемы, именно поэтому она становится удобным инструментом влияния на потенциальный электорат». По мнению украинского историка Ярослава Грицака «острота ситуации вызвана тем, что украиноязычные интеллектуалы в большинстве случаев выступают сторонниками языковой, а не политической украинизации, что оказывается неприемлемым… для русскоязычных граждан востока и юга Украины в целом».

### Выборы 2010 года
На президентских выборах 2010 года победу одержал поддерживающий повышение статуса русского языка Виктор Янукович.
В сентябре 2010 года в Верховной Раде был представлен проект нового закона о языках, расширяющий функции русского языка. Венецианская комиссия высказала своё мнение по нему в марте 2011 года, после чего депутаты Кивалов и Колесниченко (Партия регионов) разработали новый проект закона «Об основах государственной языковой политики», также получивший отзыв Венецианской комиссии и не одобренный парламентским комитетом по культуре. Закон вызвал в обществе значительный резонанс и спровоцировал акции протеста против его принятия.

### Выборы 2019 года
На президентских выборах 2019 года кандидат от пророссийской ОПЗЖ Юрий Бойко получил 2 206 216 голосов (11,67 % избирателей) и занял четвёртое место.
На парламентских выборах того же года «Оппозиционная платформа — За жизнь» получила 1 908 087 (13,05 %) голосов и заняла второе место.

## Споры о статусе русского языка
Начиная с 1989 года, когда Верховным Советом УССР был принят закон «О языках в Украинской ССР», признававший украинский единственным государственным, на Украине шли споры о придании русскому языку статуса второго государственного. Часть украинского общества полагала, что русский язык должен стать вторым государственным или официальным, поскольку около половины граждан Украины пользуется им в повседневном общении. Эта идея наталкивалась на противодействие тех, кто считает, что государственным языком Украины должен являться украинский, а русский как язык национального меньшинства не должен признаваться государственным, пусть даже и вторым. Как отмечали исследователи, на Украине сложился «более или менее скрытый конфликт на языковой почве»:
- а) на уровне межличностного столкновения индивидов, противоположно ориентированных в языковом плане;
- б) на уровне общества — неприятие частью общества административно-директивной украинизации — наиболее остро этот конфликт проявлялся в социально-профессиональной сфере[27].

### Аргументы сторон
Позиции двух сторон по вопросу о статусе русского языка в украинском государстве в наиболее обобщённом виде были представлены в тезисах отчёта об аналитическом исследовании, проводившемся осенью 2006 года Донецким информационно-аналитическим центром. Авторы, в частности, приводили следующие аргументы украинских политических деятелей, выступавших против предоставления русскому языку равного с украинским языком юридического статуса:
- язык — главный фактор национальной самоидентификации, основной признак этнического отличия;
- на Украине отсутствуют какие-либо проблемы с использованием русского языка;
- в нынешней ситуации все жители Украины обязаны знать украинский язык, а в случае предоставления равного статуса русскому языку значительная часть граждан будет игнорировать украинский язык, так как он потеряет практическое значение;
- большинство населения государства принадлежит к украинскому этносу, поэтому и единственным государственным языком должен быть украинский;
- русский язык является наследием «колониального прошлого» и средством влияния России на Украину;
- придание русскому языку статуса государственного будет способствовать сепаратистским тенденциям в юго-восточных регионах страны.

В свою очередь, их оппоненты заявляли, что русский язык должен получить статус государственного, поскольку:
- большинство — или, по крайней мере, значительная часть — граждан Украины поддерживали инициативу повышения статуса русского языка. При демократии мнение большинства должно процессуально оформляться в правовые решения, которые должны принимать избранные депутаты или нанятые на работу народом чиновники;
- русскоговорящие граждане ограничены в праве пользоваться государственными услугами, поскольку языком судопроизводства и юридических обращений является украинский язык;
- международный опыт показывает, что нерешённые проблемы в языковой сфере могут вызывать центробежные националистические тенденции в государстве (например, как это было в Восточном Пакистане, а сейчас — во Фландрии или Квебеке)[28], а наличие официального статуса у двух или большего числа языков является распространённой практикой в современном мире (например, в Бельгии, Канаде, Ирландии, Финляндии, Швейцарии, соседней Белоруссии и др.);
- решение языкового вопроса может стать предпосылкой преодоления раскола, существующего в современном украинском обществе, а украинизация, проводящаяся в стране, может привести к эскалации конфликта на языковой почве[29].

Председатель Верховной Рады Владимир Литвин заявлял, что он против ущемления русского языка, но против и того, чтобы «мы спокойно смотрели, как украинский язык приходит в упадок»:

Мы прекрасно понимаем, что в нынешней ситуации, если гипотетически предположить введение второго государственного языка — русского, у нас фактически останется один государственный язык — русский. Украинский язык не выдержит конкуренции в научной сфере, информационной сфере и в сфере коммуникативной.
— Литвин считает неуместными дискуссии о втором государственном языке

### Общественное мнение

#### «За»
По данным ИС НАНУ (2005), за предоставление русскому языку статуса официального выступали:
- 78 % опрошенных на востоке Украины и 71 % в южных регионах;
- 86 % русских и 40 % украинцев;
- 81 % граждан, считающих родным языком русский, и 31 % украинских граждан, которые назвали родным языком украинский[30].
- 51 % опрошенных, которые отнесли себя к православию, 61 % атеистов, 69 % протестантов и 75 % мусульман;
- 51 % опрошенных с высшим образованием, 55 % со средним специальным, 43 % с начальным[31].

Согласно данным исследования фонда «Демократические инициативы» 2005 года, «жёсткие сторонники» государственного статуса русского языка обладали такими характеристиками: они проживали в южных или восточных регионах, по национальности это русские, русскоязычные украинцы либо двуязычные украинцы, старше 30 лет, жители городов. По данным опроса, проведённого в конце 2006 года, 39 % граждан считали ущемлением прав русскоязычного населения отсутствие государственного (официального) статуса у русского языка, 38 % были опрошенных не согласны с данным утверждением.
Отношение к статусу русского языка зависело от этнической самоидентификации и происхождения населения. Исследования электорального поведения граждан Украины, которые провёл Киевский международный институт социологии, показали, что «национальные чувства русско-украинцев и моноэтнических русских побуждают их больше доверять тем политикам, которые убеждают, что жизнь улучшится, если Украина откажется от намерения присоединиться к НАТО, а присоединится к союзу России и Беларуси, к ЕЭП и предоставит русскому языку статус государственного, чтобы все русскоязычные граждане могли чувствовать себя равноправными со своими украиноязычными согражданами». Как резюмировало исследование ИС НАНУ, характеризуя официальное функционирование языков в таких сферах, как, например, публикация законодательных актов или инструкций к лекарствам, «половина населения Украины фактически лишена возможности знакомиться с государственной информацией на доступном языке».

#### «Против»
По данным общеукраинского опроса 1998 года, 10,2 % граждан выступали за полное устранение русского языка из официального общения, причём более половины из них являлись жителями одного субрегиона — Галиции. Соответственно, в ней доля противников русского языка составляла 51 %, тогда как в следующей за ней Волыни их было втрое меньше — 17 %. Крайне низкое число противников русского языка (меньше 3 %) было отмечено в Крыму, Донбассе, Причерноморье и промышленных областях Приднепровья.
По данным опроса 2005 года, проведённого фондом «Демократические инициативы», противники повышения статуса русского языка количественно преобладали только в Западном регионе, где 50,6 % опрошенных выступили за полное вытеснение русского языка из официального общения; в Центральном регионе сторонников такой позиции было 17,7 %, в Южном — 4,0 %, в Восточном — 3,4 %, в целом по Украине — 18,2 % опрошенных.
По данным опроса ИС НАНУ 2006 года, против повышения статуса русского языка выступало 75 % жителей западных регионов, 64 % католиков и 90 % грекокатоликов.

#### 2003 год
По данным опроса центра «Диалог», в 2003 году за предоставление русскому языку статуса второго государственного на всей территории Украины выступали 70 % русскоязычных русских, 56 % русскоязычных украинцев и 18 % украиноязычных украинцев; одновременно за придание русскому языку статуса официального в русскоязычных регионах выступали 47 % украиноязычных украинцев, 37 % русскоязычных украинцев и 26 % русскоязычных русских.

#### 2005 год
Согласно исследованию, проведённому Центром Разумкова: 35 % граждан выступали за украинский язык как единственный государственный и официальный; 20,3 % — за украинский государственный и русский официальный в некоторых регионах страны, 37 % — за предоставление русскому языку статуса государственного.

#### 2006 год
Первый на Украине SMS-референдум о статусе русского языка, проведённый в начале 2006 года «Партией регионов», показал, что вопрос о придании русскому языку статуса второго государственного действительно остро волнует граждан Украины. За время реализации проекта 314 629 человек направили SMS-сообщения и высказали своё мнение по предложенному вопросу. За придание русскому языку на Украине статуса второго государственного высказались 256 610 участников голосования (81,55 %) и 58 019 человек (18,45 %) — проголосовали против. Половина проголосовавших (50 %) имели незаконченное высшее или высшее образование и проживали в крупных городах — столице и областных центрах (54 %). При этом 80 % участников голосования проживали в юго-восточных регионах Украины.
Согласно данным социологического опроса, проведённого в ноябре 2006 года, 49 % граждан Украины поддерживали предложение придать статус государственного русскому языку, тогда как 39 % выступали против этого предложения.
Согласно данным другого социологического исследования, также проведённого в ноябре 2006 года, 52 % граждан Украины выступали за государственный статус одновременно украинского и русского языков на Украине, 45 % — только украинского; 39 % опрошенных оценивали факт отсутствия у русского языка официального статуса как нарушение прав русскоязычного населения на Украине, тогда как 38 % придерживались иного мнения.

#### 2007 год
По данным исследования, проведённого в начале 2007 организациями «Украинское демократическое коло» и «Юкрейниан социолоджи сервис», за изменение статуса русского языка выступали всего 54,3 % опрошенных: 35 % граждан — за то, чтобы на Украине были государственными украинский и русский языки, 19,3 % — за то, чтобы русский язык был признан официальным в районах компактного проживания русских, 40,2 % опрошенных поддержали пункт «украинский язык — единственный государственный, остальные языки свободно используются».

#### 2012 год
Центр Разумкова провёл опрос и сравнил его с результатами 2005 года. Поддержка русского языка снизилась: 43,6 % граждан выступали за украинский язык как единственный государственный и официальный; 25 % — за украинский государственный и русский официальный в некоторых регионах страны, 23,9 % — за предоставление русскому языку статуса государственного.

#### 2015 год
Частный Киевский международный институт социологии провёл всеукраинский опрос общественного мнения. Результаты воображаемого референдума о предоставлении русскому языку статуса второго государственного разделились следующим образом: 48 % против, 33 % за, 9 % не приняли участия, 10 % не определились.

#### 2018 год
По данным опроса, проведённого Социологической группой «Рейтинг» с 16 ноября по 10 декабря 2018 года в рамках проекта «Портрети Регіонів», 63 % респондентов поддерживали статус украинского языка как единственного государственного на всей территории Украины (в 2016 — 58 %). 15 % считали, что единственным государственным языком должен быть украинский, а русский — вторым официальным в некоторых регионах страны (в 2016 — 22 %), в то время как 17 % придерживались мнения, что русский язык должен стать вторым государственным языком (в 2016 — 15 %). 4 % затруднились с ответом. Желание сохранить «языковой статус-кво» — украинский язык единственным государственным без какой-либо «официализации» русского — разделяло абсолютное большинство респондентов в Тернопольской (95 %), Ивано-Франковской (94 %), Львовской (90 %), Ровненской (87 %), Волынской (85 %), Хмельницкой (85 %), Черкасской (85 %), Закарпатской (82 %), Полтавской (80 %), Черниговской (80 %), Винницкой (75 %), Житомирской (74 %), Черновицкой (71 %), Кировоградской (70 %), Киевской (68 %), Херсонской (65 %), Сумской (60 %), Николаевской (60 %), Днепропетровской (52 %) областях и городе Киеве (65 %), относительное большинство (43 %) респондентов в Запорожской области. В то же время поддержка предоставления русскому языку статуса второго государственного относительно преобладала в Одесской (41 %) и Харьковской (37 %) областях, а также в свободных на тот момент от российской оккупации частях Луганской (39 %) и Донецкой (37 %) областей.

#### После полномасштабного вторжения России в 2022 году
После полномасштабного вторжения России в 2022 году популярность идеи о предоставлении русскому языку официального статуса во всей Украине или в отдельных её областях достигла самых низких показателей за всё время наблюдений.

## Споры о статусе русского языка в регионах Украины

### Автономная Республика Крым
15 ноября 1997 года Верховный совет Автономной Республики Крым принял постановление № 1337-1 «О функционировании русского языка на территории Автономной Республики Крым». Согласно этому документу, русский язык был признан официальным языком и языком делопроизводства на территории полуострова, а язык обучения в автономии должен определяться с учётом права граждан на свободный выбор.
В Конституции Крыма (её основным автором был первый секретарь Крымского республиканского комитета КПУ Леонид Грач, была принята 15 декабря 1998 года большинством из депутатов-коммунистов, социалистов, социал-демократов и прогрессивных социалистов) русский язык назван языком большинства населения автономии; декларировалось его использование во всех областях общественной жизни, в личных документах граждан, по ходатайству также использование в судопроизводстве, нотариальной практике и юридической помощи.
Согласно статье 10 Конституции Крыма «Обеспечение функционирования и развития государственного языка, русского, крымскотатарского и других национальных языков в Автономной Республике Крым» в Автономной Республике Крым наряду с государственным языком обеспечивается функционирование и развитие, использование и защита русского, крымскотатарского, а также языков других национальностей. Русский язык как язык большинства населения в Автономной Республике Крым и приемлемый для межнационального общения используется во всех сферах общественной жизни.
В конце мая 2005 года назначенный новым руководством Украины и недолго пробывший на этом посту премьер-министр Автономной Республики Крым Анатолий Матвиенко, лидер партии «Собор», распорядился перевести на украинский язык всю документацию правительства республики. Обозреватели отмечали, что это распоряжение нарушало нормы Европейской хартии региональных языков или языков меньшинств, согласно которой в местах компактного проживания нацменьшинств наряду с государственным языком могут использоваться и другие языки.
Свою первую публичную речь в день утверждения крымским парламентом Матвиенко произнёс по-русски, однако, вступив в должность, начал постепенно двигаться к украинизации своего ведомства. Бывший спикер парламента автономии Леонид Грач по этому поводу заявил, что «команде Ющенко стоило бы вспомнить результаты переписи населения и осознать, сколько в стране русских и русскоязычных… Кощунственно запрещать им говорить на родном языке. Украинизация не получит успеха, она закончится отделением Крыма».
Попытки перевести делопроизводство в Крыму на украинский язык, предпринимавшиеся в течение нескольких лет, были доведены до конца лишь в рамках отдельных ведомств — например, в Госавтоинспекции АРК. Между тем всё официальное общение в Крыму велось по-русски — на этом языке заключались договоры, выдавались справки, на русском языке издавались также все указы и распоряжения Совета министров автономии. Более того, высший законодательный орган Крыма выступал за утверждение русского языка в статусе государственного.
Как говорилось в исследовании В. Мухтерема (2006), население Крыма «негативно воспринимает все меры по расширению сферы употребления украинского языка и, соответственно, сужения сферы употребления русского языка. Украинский язык как государственный основной массой русскоязычного населения Крыма воспринимается как „чужой“, навязываемый, что также осложняет языковую и этно-политическую ситуацию».
7 июля 2000 года поселковый совет районного центра Ленино в восточном Крыму установил русский язык региональным на своей территории: 1) в качестве языка работы и делопроизводства поселкового совета, исполнительного комитета, учреждений, предприятий, организаций, 2) в качестве языка работы правоохранительных и судебных органов, языка судопроизводства по гражданским, административным, уголовным, арбитражным делам, 3) в качестве основного языка нотариального делопроизводства, языка письменных и устных отношений между поселковым советом, исполнительным комитетом, должностными лицами и гражданами, объединениями граждан, учреждениями, предприятиями, организациями, 4) в качестве языка инструкций по безопасности, соответствующих надписей.
26 мая 2010 года крымский парламент утвердил русский язык в статусе регионального, ссылаясь на положения Европейской хартии региональных языков, и обратился в Верховную раду с предложением «имплементации Европейской хартии региональных языков или языков меньшинств в полном объёме».
Также после принятия в 2012 году закона Украины «Об основах государственной языковой политики» ожидалось, что АРК последует примеру южных и восточных регионов, закрепивших со ссылкой на закон статус русского языка как регионального, однако в марте 2013 года председатель Верховной Рады Автономной Республики Крым Владимир Константинов заявил, что этот закон оказался бесполезным для Крыма, «он нового нам ничего не даёт. Поэтому мы приняли решение использовать Конституцию, её никто не отменял, мы по ней действуем и работаем». По его словам, после юридической сверки норм закона и норм крымской Конституции оказалось, что Конституция защищает языки Крыма, в том числе русский, сильнее принятого общеукраинского языкового закона, что делает ненужным принятие каких-либо решений на крымском уровне, которые были бы направлены конкретно на реализацию норм нового закона.
Несмотря на официальное равноправие в Автономной Республике Крым украинского, русского и крымскотатарского языков, с 1991/1992 учебного года и до 2013/2014 учебного года доля учеников, получающих общее среднее образование на украинском и крымскотатарском языках, была значительно ниже доли жителей АРК, указавших эти языки родными во время переписи 2001 года. После аннексии Крыма Россией на полуострове были русифицированы почти все украиноязычные школы. Формально украиноязычной осталась лишь одна школа, в которой, однако, фактически преподают на русском, а украинский язык учат раз в неделю как отдельный предмет.

### Другие регионы
Власти регионов Украины неоднократно принимали решения об изменении статуса русского языка на территории, находящейся в их подчинении:
- Енакиево. 9 марта 1993 года городской совет принял решение узаконить статус русского языка на своей территории[65].
- Одесса. В октябре 1993 года городской совет принял решение повысить статус русского языка на своей территории[65]. В 2001 году это решение было дополнено: депутаты постановили сделать обязательным изучение в школах украинского, русского и одного из иностранных языков[66].
- Мариуполь. 5 ноября 1991 года и 22 декабря 1994 года сессии Мариупольского горсовета принимали решение о придании русскому языку статуса «рабочего»[65].
- Донецк. 11 января 1995 года городской совет принял решение узаконить статус русского языка на своей территории[65].
- Николаев. 26 апреля и 16 октября 1996 года городской совет принимал решения повысить статус русского языка на своей территории[65].
- Харьков. 25 декабря 1996 года городской совет принял решение использовать русский язык в качестве рабочего наряду с государственным, однако Верховный суд Украины признал это решение незаконным[67]. Летом 2000 года Харьковский горсовет принял новое решение об официальном использовании русского языка наряду с украинским в органах и учреждениях города[68]. 31 марта 2002 года в Харькове был проведён консультативный референдум, на котором 87 % участников высказались за официальный статус русского языка на территории, подчинённой Харьковскому городскому совету[69].
- Луганск. 27 октября 1994 года Луганский областной, 25 января 1994 и 19 сентября 1997 года Луганский городской советы принимали решение о ведении делопроизводства и документации на русском языке. После протеста прокурора 17 февраля 1998 года горсовет отменил своё решение[70]. 25 сентября 2001 года Луганский горсовет принял решение, что совет и его исполнительные органы «в своей работе и при даче официальных объявлений используют, наряду с государственным украинским, также и русский язык».
- Горловка. 20 февраля 1997 года городской совет принял решение повысить статус русского языка на своей территории.
- Алчевск. 3 июля 1997 года сессия горсовета приняла решение о том, что «языком работы, делопроизводства и документации в городском Совете депутатов, в исполнительном комитете и его других исполнительных органах, в официальных сообщениях является русский язык как приемлемый для населения города Алчевска»[71]..
- Лисичанск. 22 марта 1999 года городской совет Лисичанска принял решение об использовании русского языка в качестве рабочего[72].
- Запорожье. Городской совет Запорожья 18 октября 2000 года разрешил всем органам самоуправления, общественным организациям и предприятиям на территории города использовать русский язык наряду с украинским в качестве языка делового общения, делопроизводства и оформления технической документации. Это решение было опротестовано прокурором; горсовет отклонил протест. Орджоникидзевский районный суд признал решение горсовета незаконным в феврале 2001 года[73].

### Решения местных советов в 2006 и 2007 годах

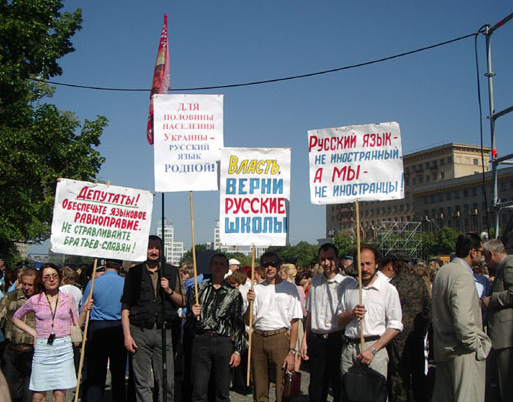
Пикет в поддержку решения горсовета Харькова придать русскому языку статус регионального, 2006 год

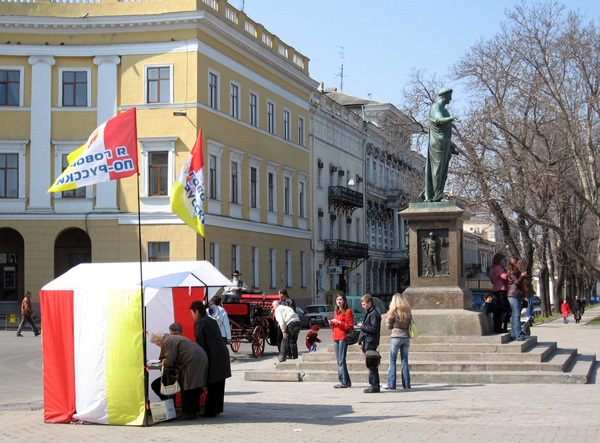
Сбор подписей за предоставление русскому языку статуса регионального в Одессе, 2007 год

В 2006 году, после победы на выборах в местные советы южных и восточных регионов Партии регионов и политических сил, имеющих сходную позицию в данном вопросе (Прогрессивная социалистическая партия Украины, Коммунистическая партия Украины, партия «Русский блок» и другие), здесь сложилась благоприятная обстановка для принятия решений по изменению статуса русского языка на территориях данных советов. Русскому языку местными облсоветами был присвоен статус регионального языка в следующих регионах:
- 25 апреля — Луганская[77] (2 июня Луганский областной совет отклонил протест прокурора области на это решение[78], Ленинский районный суд Луганска оставил без рассмотрения иск областной прокуратуры[79])
- 18 мая — Донецкая[80] (в ноябре 2006 года Ворошиловский районный суд Донецка отменил решение облсовета. 19 февраля 2007 года Апелляционный суд Донецкой области вернул русскому языку статус регионального в Донецком регионе[81])
- 26 мая — Николаевская[82] (суд отказался принять иск прокурора с обжалованием данного решения, Печерский райсуд повторно отказался принять иск против этого решения[83], 13 марта 2007 апелляционный суд Николаевской области всё-таки отменил решение облсовета[84])
- 3 июня — Харьковская[85] (Печерский районный суд Киева отказался принять иск с обжалованием этого решения[83])
- 22 июня — Запорожская (7 июля облсовет отклонил протест прокурора на это решение[86])
- 6 июля — Херсонская[87] (отменён 17 ноября 2006 года[88])

Местными горсоветами был присвоен статус регионального языка также в следующих городах:
- 6 марта — Харьков[89] (горсовет отклонил протест прокурора[90], а 6 февраля 2007 областной Апелляционный суд отказал в жалобе прокурору, оставив решение законным и действующим на территории города Харькова[91])
- 26 апреля — Севастополь[77], 6 июня горсовет отклонил протест прокурора и оставил решение в силе[92]. В 2007 году Севастопольский горсовет принял программу развития русского языка в городе, согласно которой предусматривались использование русского языка в работе органов городского самоуправления и госадминистрации, публикация официальных документов на русском языке, использование его на официальных собраниях, в публичных выступлениях, создание радиостанций и телевизионных каналов с русским языком вещания[93].
- 24 мая — Днепропетровск[94] (отменён 20 июля 2006 года[95])
- 26 мая — Донецк[82], (отменён районным судом 14 ноября 2006[96], решение об отмене подтверждено 15 января 2007 года Апелляционным судом Донецкой области[97]).
- 28 мая — Ялта[98]
- 30 мая — Луганск[82]
- 5 июля — Запорожье[86] (28 июля горсоветом отклонён протест прокурора[86],статус окончательно отменён 1 ноября 2006[99])
- 21 июня — Кривой Рог (отменён 11 октября 2006[100])

На практике статус регионального языка означал, что предприятиям и учреждениям, в том числе местным властям и судам, разрешалось вести деловую и техническую документацию, писать названия улиц на русском языке. Решения местных властей принимались на основании Конституции и законов Украины, а также Европейской хартии региональных языков, которую Украина подписала в 1996 году.
Этому процессу активно противостояли центральные власти Украины и местные органы прокуратуры на основании того, что вопросы языкового статуса выходят за границы компетенции местных советов. Представитель секретариата президента Украины заявил, что решения местных советов по русскому языку «угрожают национальной безопасности Украины», а сам президент Ющенко заявил, что «статуса регионального языка не существует». 30 мая Союз писателей Украины заявил, что данные решения местных советов «являются демонстрацией антиукраинской и антигосударственной политики „пятой колонны“ на Украине». 31 мая Тернопольский областной совет по инициативе фракции Конгресса украинских националистов обратился с призывом признать антиконституционными решения местных советов южных и восточных регионов о предоставлении русскому языку статуса регионального как «угрожающие существованию украинского государства».
Против данных решений выступили также местные отделения сил националистической и национал-демократической ориентации, проводившие пикетирования и другие акции протеста.
По результатам опроса, проведённого в июне 2006 года, решения местных советов по вопросу изменения статуса русского языка поддержала большая часть украинского общества: 52 % респондентов в целом поддержали (в том числе 69 % опрошенных в восточных областях и 56 % в южных), 34 % — в целом не поддержали, 9 % — дали ответ «отчасти поддерживаю, отчасти — нет», 5 % — затруднились ответить на поставленный вопрос.
В 2006 году статус русского языка был изменён также в Алуште и Одесской области, а в 2007 году также в Одессе:
- Алушта. 28 июня 2006 года городской совет объявил русский язык рабочим языком законодательного собрания города и его исполнительных органов[108].
- Одесская область. 5 июля 2006 года Одесский облсовет ратифицировал европейскую Хартию региональных языков и языков меньшинств и объявил русский язык языком межнационального общения на территории Одесской области[109].
- Одесса. В марте 2007 года в Одессе стартовала акция «Я говорю по-русски», в ходе которой было, согласно данным организаторов, собрано 170 500 подписей в пользу признания регионального статуса русского языка[110]. По сообщениям организаторов акции, 5 апреля 2007 года сессия городского совета приняла проект решения о региональном статусе русского языка[111].

Некоторые местные советы ряда южных и восточных регионов также высказались за полную имплементацию положений «Европейской хартии региональных языков» или придание русскому языку статуса государственного:
- Парламент Крыма своим решением от 18 октября 2006 года поддержал проекты 14 законов, находящиеся на рассмотрении парламента Украины, которые должны привести законодательство Украины к нормам «Европейской хартии региональных языков или языков меньшинств»[112].
- 1 февраля 2007 года данное решение поддержал городской совет Николаева[113].
- 31 января 2007 года Луганский областной совет принял обращение к Верховной раде с просьбой обеспечить механизм выполнения Европейской хартии региональных языков и языков меньшинств[114]
- 21 декабря 2006 года Севастопольский горсовет принял обращение к президенту с предложением решить вопрос о предоставлении русскому языку статуса государственного путём внесения изменений в действующее законодательство[115].
- 21 февраля 2007 года городской совет Донецка принял обращение к президенту, премьер-министру, Львовскому и Тернопольскому облсоветам, в котором говорилось: «Депутаты Донецкого городского совета настаивают на том, что Донецк как город-донор, как создатель промышленно-экономического потенциала страны, как густонаселённый областной центр, имеет право требовать уважительного отношения к своей системе ценностей, к своей культуре и традициям, к родному для дончан русскому языку со стороны других, и в первую очередь западных регионов Украины»[116].
- 12 июня 2007 года Донецкий горсовет утвердил «Программу развития регионального русского языка и российской культуры на 2007—2011 годы»[117].
- 4 июля 2007 года сессия Харьковского горсовета закрепила положение в уставе города о том, что русский язык на территории города Харькова является региональным[118].

## Вопрос о всеукраинскомреферендуме
- В декабре 2001 года депутаты городских советов Запорожья, Донецка, Луганска, Харькова и Херсона приняли совместное обращение к Всеукраинской научно-практической конференции «Местное самоуправление и проблема статуса русского языка» и поставили вопрос о проведении референдума относительно использования русского языка наряду с государственным[119].
- В сентябре 2002 года Днепропетровская областная администрация высказала инициативу провести всеукраинский референдум по вопросу предоставления русскому языку статуса второго государственного[120]. В октябре 2002 года Верховная Рада Крыма обратилась к парламенту Украины с предложением предоставить русскому языку статус государственного[121]. В ноябре 2002 года аналогичное обращение принял Луганский областной совет[122].
- В 2006 году крымская республиканская организация Партии регионов собрала 300 тысяч подписей в поддержку проведения всекрымского референдума о придании русскому языку статуса второго государственного на Украине[123].

## Закон Украины «Об основах государственной языковой политики»
Законопроект был внесён народными депутатами Вадимом Колесниченко и Сергеем Киваловым 7 февраля 2012 года и был принят Верховной радой Украины в первом чтении 5 июня 2012 года. 3 июля 2012 года проект приняли во втором чтении и в целом.

Цветом обозначены регионы Украины, в которых более 10 % населения считает родным языком не украинский согласно переписи населения 2001 года
Русский язык
Русский и крымскотатарский языки
Румынский язык
Венгерский язык

8 августа 2012 года закон был подписан президентом и 10 августа 2012 года вступил в силу.
Закон гарантировал использование на Украине «региональных языков», то есть языков, которые, согласно данным переписи населения, считают родными более 10 % населения соответствующего региона (под регионом понимались область, Автономная Республика Крым, район, город, село или посёлок). В пределах такого региона региональный язык мог использоваться в законодательно установленных сферах наравне с государственным украинским языком.
Принятие закона привело к приданию русскому языку статуса регионального языка в городе Севастополь, Донецкой, Луганской, Одесской, Запорожской, Харьковской, Николаевской, Херсонской и Днепропетровской областях Украины, что вызвало значительный резонанс, острые дискуссии в обществе и спровоцировало протестные акции — «Займитесь делом, а не языком!», «Языковой майдан» и «Месть за раскол страны». Также существовали опасения, что закон может привести Украину к «белорусской языковой ситуации».

## После Евромайдана
23 февраля 2014 года, сразу же после бегства президента Януковича, Верховная рада проголосовала за отмену закона, что вызвало негодование органов местного самоуправления в ряде регионов. И. о. президента Украины Александр Турчинов заявил, что не подпишет решение парламента об отмене закона о языковой политике до тех пор, пока Верховная рада не примет новый закон.
С 2014 года захваченный Россией Крым и оккупированные части Донецкой и Луганской областей подвергаются русификации.
28 февраля 2018 года принятый в 2012 году Закон Украины «Об основах государственной языковой политики» был признан неконституционным и утратил силу.

## Президентство Петра Порошенко
Придя к власти в 2014 году, Пётр Порошенко в интервью французской газете «Фигаро» сказал, что принятое Верховной радой решение лишить русский язык статуса регионального было ошибкой и что «в ходе моей предвыборной кампании я неоднократно подчёркивал, что никогда подобный закон не получит моего одобрения». Тем не менее, все законодательные инициативы в языковой сфере, принятые в ходе президентства Порошенко, были направлены на вытеснение русского языка.
В октябре 2014 года, во время рабочей поездки во Львов, Порошенко заявил, что на Украине надо говорить об особом статусе английского, а не русского языка: «Вторым языком, обязательным для изучения в школах и ВУЗах, должен быть исключительно английский, а уж никак не русский. Свободное владение английским должно стать вторым критерием после люстрации из требований к украинскому госслужащему».
6 июля 2016 года Порошенко подписал закон «О внесении изменений в некоторые законы Украины относительно доли музыкальных произведений на государственном языке в программах телерадиоорганизаций», установивший языковые квоты для радиовещания и потребовавший в течение трёх лет довести долю песен на украинском языке до 35 % от среднесуточного объёма вещания, долю информационных программ на украинском языке — до 60 %. 7 июня следующего года он поставил подпись под закон о языковых квотах на телевидении (не менее 75 % передач и фильмов на украинском языке для общенациональных и региональных компаний и 60 % для местных телерадиокомпаний). Уже к концу 2018 года, как отчитались в Национальном совете по вопросам телевидения и радиовещания, доля украинского языка в эфире общенациональных телеканалов в среднем составила 92 %, в эфире общенациональных радиостанций — 86 %. «Украинский телевизионный контент» в эфире общенациональных ТВ-каналов составил 79 %, контент стран ЕС, США и Канады — 14 %, при этом российский сократился до исторического минимума в 7 %.
В сентябре 2017 года Пётр Порошенко подписал закон «Об образовании». Переход на обучение на украинском языке должен полностью завершиться к 1 сентября 2020 года. В апреле 2019 года в закон были внесены поправки, предусматривающие послабления лишь для обучения на родном языке представителей национальных меньшинств Украины, чьи языки являются официальными языками Евросоюза: для них переходный период продлён до 1 сентября 2023 года. Лицам, которые принадлежат к национальным меньшинствам Украины, законом предусмотрена возможность получения дошкольного и начального образования, наряду с государственным языком, на языке соответствующего национального меньшинства — но только в коммунальных образовательных учреждениях, где для этого могут создаваться отдельные классы (группы). Возможность получения дошкольного и общего среднего образования на родном языке предусмотрена лишь для представителей так называемых «коренных народов» — также только в коммунальных образовательных учреждениях, где для этого могут создаваться отдельные классы (группы).
Венецианская комиссия, рассмотрев положения закона, указала на то, что он предполагает дискриминацию в отношении «языков, которые не являются официальными языками ЕС, в частности, русского языка, как наиболее широко используемого негосударственного языка».
В 2018 году Порошенко подписал указ об укреплении статуса украинского языка. В марте 2019 года, выступая в ходе предвыборной кампании на мероприятии, посвящённом 205-летию со дня рождения Тараса Шевченко, Порошенко объявил, что Украина освободилась от длившейся годами «культурной оккупации» со стороны России:
Мы покончили с многолетним унижением, когда украинский язык на Украине приходилось буквально спасать. Сегодня амбиции у нас ещё выше: представить нашу культуру и язык так, чтобы их красоту и силу по достоинству оценил весь мир.

## Закон Украины «Об обеспечении функционирования украинского языка как государственного»
25 апреля 2019 года Верховная рада Украины приняла закон «Об обеспечении функционирования украинского языка как государственного», которым украинский язык утверждён как единственный государственный, а его обязательность и превалирование закреплены в череде сфер общественной жизни, в частности — в сфере услуг.
Порошенко назвал принятие закона «ещё одним важнейшим шагом на пути ментальной независимости» украинцев: «Принятие закона — это действительно историческое решение, которое стоит рядом с восстановлением нашей армии и получением автокефалии… Украинский язык — это символ нашего народа, нашего государства и нашей нации»,— написал он на своей странице в Facebook.
Избранный президент Владимир Зеленский, позиционировавший себя в ходе предвыборной кампании как двуязычный кандидат, сдержанно отреагировал на принятие закона, отметив, что последствия этого решения «сегодня трудно спрогнозировать»: «Закон был принят без предварительного достаточно широкого обсуждения с общественностью. К проекту закона внесено более 2 тыс. поправок, что свидетельствует об отсутствии согласия в отношении отдельных его положений даже в Верховной раде»,— написал он в Facebook. Зеленский пообещал после вступления в должность тщательно проанализировать закон, «чтобы убедиться, что в нём соблюдены все конституционные права и интересы всех граждан Украины». Представитель штаба Зеленского Святослав Юраш в эфире телеканала ZIK сравнил принятый Верховной радой закон о государственном языке с «кнутом», который может иметь обратное действие. По его мнению, распространение украинского языка должно проходить органично: «Лично для меня то, что несёт больше „пряников“ в процесс украинизации, является гораздо лучшим методом. Ведь если мы позволим таким „кнутам“ множиться относительно украинского языка, то со временем увидим негативные последствия». Тем временем уходящий президент Порошенко 15 мая подписал закон, принятый Верховной радой, а 16 июля он вступил в силу.

## Президентство Владимира Зеленского
Несмотря на критические высказывания в отношении Закона «Об обеспечении функционирования украинского языка как государственного», ни сам Зеленский, ни Верховная рада Украины IX созыва, в которой его сторонники располагают большинством, не предприняли никаких шагов по внесению каких-либо изменений в его положения. Ещё при Порошенко глава МИД Венгрии Петер Сийярто назвал документ «неприемлемым» и выразил надежду на то, что ситуация изменится к лучшему со вступлением Владимира Зеленского в должность главы украинского государства. Полгода спустя Петер Сийярто констатировал: никаких реальных шагов, направленных на решение языкового вопроса, Украина не сделала.
В конце октября 2019 года на Украине начала работу делегация Европейской комиссии за демократию через право (Венецианской комиссии), которой предстояло вынести заключение по вопросу о том, отвечает ли украинский закон о государственном языке европейским нормам и не ущемляет ли он права национальных меньшинств. Тем временем украинские власти дали понять, что пересмотра закона, регулирующего использование государственного языка, не будет. Заместитель министра иностранных дел Украины Василий Боднар, объясняя официальную позицию Киева, дал понять, что принятие закона о языке, вызвавшее неоднозначную реакцию в стране и за рубежом, было обусловлено факторами безопасности в условиях «продолжающейся российской агрессии».
6 декабря Венецианская комиссия по завершении работы представила свои рекомендации. В заключении было отмечено: хотя развитие государственного языка «через систему образования» и доступ к бесплатным языковым курсам и фильмам на украинском языке следует поощрять, закон необходимо пересмотреть, поскольку он может стать «источником межэтнической напряжённости». Особое недовольство комиссии вызвали предусмотренные законом карательные меры за его несоблюдение, а также положение об уголовной ответственности за искажения языка в документах. Эксперты также рекомендовали пересмотреть квоту на использование украинского языка в телерадиовещании, разрешить использование языков меньшинств в публичных местах, а также отменить некоторые ограничения, наложенные на материалы СМИ, выходящие на языке меньшинств. В качестве ключевой рекомендации с целью устранения дискриминации языковых прав национальных меньшинств было предложено срочно подготовить новый закон о национальных меньшинствах в консультации со всеми заинтересованными сторонами и рассмотреть возможность отложить до принятия этого закона выполнение положений Закона о государственном языке, которые уже вступили в силу.
16 января 2020 года Верховная рада Украины приняла закон «О полном общем среднем образовании». Если для детей украиноязычных граждан и представителей коренных народов, к которым на Украине относят крымских татар, караимов и крымчаков, законом сохраняется возможность получать образование на родном языке в течение всего срока обучения в школе, то меньшинства, говорящие на языках стран Евросоюза, будут обучаться на родном языке до 5 класса с постепенным увеличением времени преподавания на украинском языке к 9 классу с 20 % до 60 %. В то же время русскоговорящие дети будут иметь право учиться на родном языке до 5 класса, после чего не менее 80 % обучения должно осуществляться на государственном (украинском) языке. По оценке МИД РФ, этот закон означает, что «официальный Киев продолжает идти по пути насильственной украинизации, ассимиляции неукраиноязычного населения в нарушение Конституции страны и обязательств в сфере защиты прав человека и национальных меньшинств».

### Полномасштабное вторжение России в Украину в 2022 году
Полномасштабное вторжение России в Украину в 2022 году спровоцировало значительные изменения в восприятии украинским обществом языкового вопроса: значительная часть в прошлом русскоязычного населения перешла на украинский язык, а поддержка идеи о предоставлении русскому языку официального статуса во всей стране или в отдельных её областях достигла самых низких показателей с момента обретения Украиной независимости.
В то же время Россия проводит политику русификации оккупированных ею территорий Украины — в школах преподают только на русском языке даже в полностью украиноязычных населённых пунктах. Украинские учебники оказались под запретом, а желающие учиться на украинском вынуждены делать это втайне от оккупационных властей. Русификации также подвергаются депортированные в Россию украинские дети.
В выпущенном в июне 2024 года докладе правозащитной организации Human Rights Watch «Образование под оккупацией» говорится, что оказавшиеся под оккупацией учебные заведения подвергаются насильственной русификации: российские власти принимали и продолжают принимать меры для искоренения украинского языка на оккупированных Россией территориях. На захваченных территориях также уничтожается украиноязычная литература.